# Мигунова, Елена Сергеевна
Елена Сергеевна Мигунова (род. 4 января 1984, Казань) — российская легкоатлетка, бегунья на 400 метров. Чемпионка Европы в помещении 2011 года. Чемпионка Универсиады 2011 года.

## Биография
Тренировалась под руководством Ольги Ивановны Павловой.
В августе 2016 года решением МОК из-за положительных допинг-проб Татьяны Фировой и Анастасии Капачинской Елена Мигунова и вся сборная России была лишена серебряных медалей Олимпийских игр 2008 года в эстафете 4×400 метров.

## Результаты
Лучшие результаты по годам и место в списке мирового сезона
| Год   | 2005  | 2006  | 2007  | 2008  | 2009  | 2010  | 2011  | 2012  |
| ----- | ----- | ----- | ----- | ----- | ----- | ----- | ----- | ----- |
| 400 м | 50,93 | 50,97 | 50,84 | 50,59 | 51,53 | 51,73 | 51,26 | 50,91 |
| Место | 20    | 25    | 20    | 14    | 44    | 46    | 30    | 26    |